# Spoorlijn Oldenburg - Bremen
De spoorlijn Oldenburg - Bremen is een spoorlijn tussen de Duitse steden Oldenburg en Bremen. De lijn is als spoorlijn 1500 onder beheer van DB Netze.

## Geschiedenis
Het traject werd door de Großherzoglich Oldenburgischen Staatseisenbahn aangelegd en op 14 juli 1867 geopend.
Het traject was een gemeenschappelijk project van de landen Oldenburg en Pruisen voor het ontwikkelen van de trajecten Bremen - Oldenburg en Oldenburg - Wilhelmshaven. Op 15 juni 1869 werd het traject Oldenburg-Leer met aansluiting aan de Emslandstrecke tussen Rheine en Emden geopend.
In 1920 werden de trajecten van de Großherzoglich Oldenburgische Eisenbahn in de nieuw opgerichte Deutsche Reichsbahn opgenomen.

## Plannen
De ontwikkelde plannen om de Stadstram van Bremen als lokale tram over het trajectdeel van Bremen naar Delmenhorst of naar Oldenburg te laten rijden zijn door een nieuw ontwikkeld project voor de Regio-S-Bahn Bremen/Niedersachsen stilgelegd.

## Treindiensten

### Deutsche Bahn
De Deutsche Bahn verzorgt het personenvervoer op dit traject met ICE, IC en RE treinen. De NordWestBahn verzorgt het vervoer op dit traject met RE en RB treinen.
| Serie  | Treinsoort                        | Route | Bijzonderheden |
| ------ | --------------------------------- | --- | --- |
| ICE 10 | InterCityExpress (DB Fernverkehr) | Berlin Gesundbrunnen – Berlin Hbf – Berlin Spandau – Wolfsburg Hbf – Hannover Hbf – [ Bremen Hbf – Oldenburg (Oldb) Hbf ] / [ Bielefeld Hbf – Hamm (Westf) – [ Hagen Hbf – Wuppertal Hbf – Köln Hbf – Bonn Hbf – Koblenz Hbf ] / [ Dortmund Hbf – Bochum Hbf – Essen Hbf – Mülheim (Ruhr) Hbf – Duisburg Hbf – Düsseldorf Flughafen – Düsseldorf Hbf – Köln Messe/Deutz – Köln Hbf ]                   | Vanaf Hamm één treindeel naar Keulen en één naar Düsseldorf. Één trein per dag tussen Berlijn en Oldenburg.                                                                                   |
| ICE 22 | InterCityExpress (DB Fernverkehr) | [ [ Kiel Hbf – Neumünster ] / [ Hamburg-Altona ] – Hamburg Dammtor – Hamburg Hbf ] / [ Oldenburg (Oldb) Hbf – Bremen Hbf ] – Hannover Hbf – Kassel-Wilhelmshöhe – Frankfurt (Main) Hbf – Frankfurt (Main) Flughafen Fernbahnhof – Mannheim Hbf – Stuttgart Hbf | Rijdt elke twee uur. Één trein per dag van/naar Oldenburg. |
| ICE 25 | InterCityExpress (DB Fernverkehr) | [ [ Kiel Hbf – Neumünster ] / [ Hamburg-Altona ] – Hamburg Dammtor – Hamburg Hbf – ] / [ Oldenburg (Oldb) Hbf – Bremen Hbf – ] Hannover Hbf – Göttingen – Kassel-Wilhelmshöhe – Fulda – Würzburg Hbf – [ Nürnberg Hbf – ] / [ Treuchtlingen – Donauwörth – Augsburg Hbf – München-Pasing ] / [ Ingolstadt Hbf ] – München Hbf – Tutzing – Murnau – Oberau – Garmisch-Partenkirchen                     | Rijdt elk uur tussen Hamburg en München. Elke twee uur een vleugeltrein naar/van Oldenburg. Enkele treinen via Augsburg. Één trein per dag door naar Garmisch-Partenkirchen.                  |
| IC 56  | Intercity (DB Fernverkehr)        | [ [ Norddeich Mole ] / [ Emden Außenhafen ] – Emden Hbf – Leer (Ostfriesl) – Oldenburg (Oldb) Hbf – Bremen Hbf – Hannover Hbf – Braunschweig Hbf ] / [ Warnemünde – Rostock Hbf – Bützow – Bad Kleinen – Schwerin Hbf – Ludwigslust – Wittenberge – Stendal Hbf ] – Magdeburg Hbf – [ Halle (Saale) Hbf – Leipzig Hbf ] / [ Brandenburg Hbf – Potsdam Hbf – Berlin Hbf – Berlin Ostbahnhof – Cottbus ] | Eén trein per dag vanaf Magdeburg Hbf naar Cottbus. Eén trein per dag vanaf Warnemünde. Tussen Norddeich Mole en Bremen Hbf worden ook plaatsbewijzen van het regionale verkeer geaccepteerd. |
| RE 1   | Regional-Express (DB Regio Nord)  | Hannover Hbf – Nienburg (Weser) – Verden (Aller) – Bremen Hbf – Delmenhorst – Hude – Oldenburg (Oldb) Hbf – Leer (Ostfriesl) – Emden Hbf – Norddeich Mole | Rijdt eenmaal per twee uur. |
| RE 19  | Regional-Express (NordWestBahn)   | Wilhelmshaven Hbf – Oldenburg (Oldb) Hbf – Hude – Delmenhorst – Bremen Hbf | Enkele treinen per dag |
| RB 58  | Regionalbahn (NordWestBahn)       | Osnabrück Hbf – Bramsche – Vechta – Delmenhorst – Bremen Hbf | Der Bramscher |

### S-Bahn van Bremen

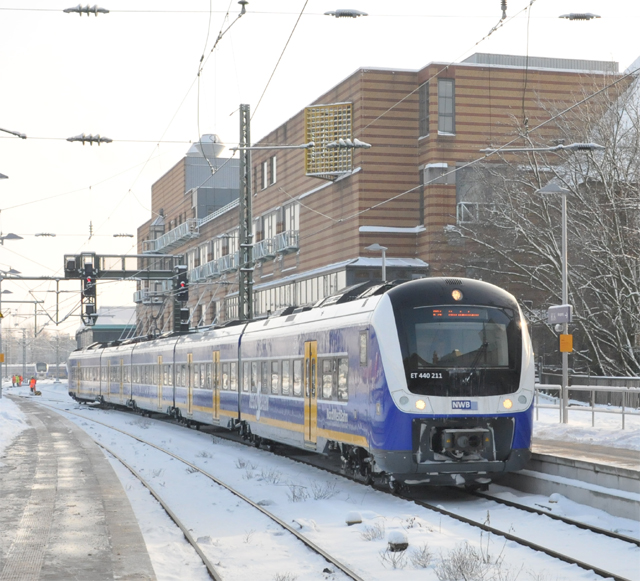
NWB treinstel te Bremen Hbf

De NordWestBahn heeft in maart 2008 de aanbesteding van de S-Bahn van Bremen voor de periode van 2010 tot 2021 gewonnen.
| Serie | Treinsoort                  | Route                                                             | Bijzonderheden |
| ----- | --------------------------- | ----------------------------------------------------------------- | -------------- |
| S3    | Regio-S-Bahn (NordWestBahn) | Bremen Hbf – Delmenhorst – Oldenburg (Oldb) Hbf – Bad Zwischenahn |                |
| S4    | Regio-S-Bahn (NordWestBahn) | Bremen Hbf – Delmenhorst – Hude – Nordenham                       |                |

## Aansluitingen
In de volgende plaatsen was of is er een aansluiting van de volgende spoorlijnen:
OldenburgDB 1501, spoorlijn tussen Oldenburg en Brake
DB 1502, spoorlijn tussen Oldenburg en Osnabrück
DB 1520, spoorlijn tussen Oldenburg en Leer
DB 1522, spoorlijn tussen Oldenburg en Wilhelmshaven
aansluiting HemmelsbergDB 1511, spoorlijn tussen de aansluiting Hemmelsberg en de aansluiting Tweelbäke
HudeDB 1503, spoorlijn tussen Hude en Nordenham-Blexen
DelmenhorstDB 1560, spoorlijn tussen Delmenhorst en Hesepe
DB 1563, spoorlijn tussen Delmenhorst en Lemwerder
DB 9150, spoorlijn tussen Delmenhorst en Harpstedt
Bremen-HuchtingDB 9144, spoorlijn tussen Bremen-Huchting en Thedinghausen
Bremen-NeustadtDB 1415, spoorlijn tussen Bremen-Neustadt en Bremen-Grolland
Bremen HauptbahnhofDB 1401, spoorlijn tussen Bremen-Sebaldsbrück en Bremen Rangierbahnhof
DB 1412, spoorlijn tussen Bremen Hauptbahnhof W504 en Bremen Hauptbahnhof W409
DB 1413, spoorlijn tussen Bremen Hauptbahnhof en Bremen Zollausschluß
DB 1414, spoorlijn tussen Bremen Hauptbahnhof en Bremen Weserbahnhof
DB 1740, spoorlijn tussen Wunstorf en Bremerhaven 
DB 2200, spoorlijn tussen Wanne-Eickel en Hamburg

## Elektrische tractie
Het traject werd geëlektrificeerd met een wisselspanning van 15.000 volt 16⅔ Hz.